# Byblis millsi
Byblis millsi är en kräftdjursart som beskrevs av John J. Dickinson 1983. Byblis millsi ingår i släktet Byblis och familjen Ampeliscidae. Inga underarter finns listade i Catalogue of Life.